# Maja Bajević
Maja Bajević (* 20. April 1967 in Sarajevo) ist eine bosnisch/französische Video- und Installationskünstlerin.

## Leben und Werk
Bajević besuchte die Kunstakademie in Sarajevo. Ab 1991 besuchte sie, für zunächst acht Monate die École nationale supérieure des beaux-arts in Paris, an der sie später im Fach Multimedia-Kunst ihren Abschluss mit Auszeichnungen machte.
Sie stellt in ihren Werken soziale, politische, kulturelle und psychologische Fragen zur Identität in dem vom Krieg zerrissenen Bosnien. In ihren Videoarbeiten zeigt sie die Folgen von Gewalt, religiösen und kulturellen Spannungen, sozialen Konflikten und dem Handel mit Drogen und Waffen auf, die stark mit ihrer persönlichen Biographie verbunden sind. „[…] Sie wirft einen subjektiven Blick auf Ereignisse und Phänomene und erhebt diesen zum Gegenstand einer öffentlichen Diskussion über Wahrheit, Identität, Marginalisierung des ‚Anderen‘, sowie den Missbrauch von Macht und Religion.“
Von 2005 bis 2008 war Bajević Gastprofessorin an der Università luav di Venezia in Venedig. Ab Herbst 2006 hatte sie ein einjähriges DAAD-Stipendium und lebte und arbeitete dadurch in Berlin. Maja Bajević lebt und arbeitet in Paris und Sarajevo.

## Werke
- Double Bubble, 2001, (Video-Loop, 3:40 Min.)
- mit Emanuel Licha: Green, Green Grass of Home, 2002, (Video-Loop, 18 Min.)
- Women at work – washing up, 2003, (Video-Loop, 15:14 Min.), Sammlung Essl
- La Mina, 2006, (Video, 11:03 Min.), aufgeführt 2007 während der documenta 12
- mit Zoran Solomun: Road Movie, 2012, (autobiographischer Experimentalfilm, 74 Min.)

## Ausstellungen
- 2001 Istanbul Biennale
- 2003 50. Biennale von Venedig (Bosnia-Herzegovina Pavilion)
- 2003 Blut & Honig – Zukunft ist am Balkan , Essl Museum – Kunst der Gegenwart, Klosterneuburg/Wien
- 2004 P.S.1 MoMA, New York
- 2005 Moderna Museet, Stockholm
- 2007 Passion for Art, Essl Museum – Kunst der Gegenwart, Klosterneuburg/Wien
- 2007 Double Bubble, Videoinstallation, documenta 12, Kassel, 2006
- 2008 Medium Religion, Zentrum für Kunst und Medientechnologie, Karlsruhe
- 2008 Import – Export, Kunsthaus Glarus[2]
- 2012 Spotlight. Videokunst, Essl Museum – Kunst der Gegenwart, Klosterneuburg/Wien
- 2017 Power, Governance, Labor, Migros Museum für Gegenwartskunst, Zürich